# Широкомордая литория
Широкомордая литория (лат. Litoria angiana) — один из видов австралийских квакш. Описана Джорджем Альбертом Буленджером в 1915 году. Синоним — Litoria mintima (Tyler, 1962).

## Ареал
Ареал вида — остров Новая Гвинея. Обитает во влажных горных лесах (1200-3300 м над уровнем моря) от полуострова Чендравасих до Истерн-Хайлендс. Изолированный ареал также отмечен на юго-востоке Папуа — Новой Гвинеи в Милн-Бей.

## Описание вида
Широкомордая литория — квакша преимущественно зелёного цвета разных оттенков с чёрными, жёлтыми и коричневыми пятнами. Реже имеет тёмно-песочный цвет.
На лапах между средним и безымянным пальцами имеется перепонка. Самцы в длину 50-55 мм, реже больше, самки же могут достигать 80 мм.

## Охранный статус
Численность особей не определена, но на территории ареала встречаются часто, охранный статус — наименьший риск (LC).